# Кизилжар (Акжаїцький район)
Кизилжа́р (каз. Қызылжар) — село у складі Акжаїцького району Західноказахстанської області Казахстану. Входить до складу Базартобинського сільського округу.
Населення — 240 осіб (2021; 402 у 2009, 449 у 1999, 403 у 1989).